# Draußen vor der Tür
Draußen vor der Tür (in italiano: "Fuori davanti alla porta") è un'opera teatrale di Wolfgang Borchert.
Questo dramma fu scritto in pochi giorni nell'autunno del 1946, fu trasmesso inizialmente per radio dal Nordwestdeutscher Rundfunk, nel 1947 fu rappresentato per la prima volta a teatro.

## Adattamenti
Nel 1949 fu realizzato un adattamento cinematografico dell'opera teatrale intitolato Liebe 47 di Wolfgang Liebeneiner.